# Coercitividade
Em ciência dos materiais, coercitividade ou coercividade é a  capacidade  que apresenta  um material magnético  de manter seus ímãs elementares presos numa determinada posição. Esta posição pode ser modificada colocando o material magnetizado num campo magnético externo. Um material da alta coercitividade significa dizer que os seus ímãs elementares resistem bastante a mudança de posição, exigindo para a sua desmagnetização um campo magnético externo mais forte.
Portanto, em ciência dos materiais, a  coercitividade  de uso material não pode absorver mais campo magnético, de tal maneira que um aumento na magnetização não provoca mudança significativa na densidade do fluxo magnético.